# Église Saint-Barthélemy de Bramevaque
Pour les articles homonymes, voir Église Saint-Barthélémy.
L'église Saint-Barthélémy est un édifice religieux catholique situé à Bramevaque (Hautes-Pyrénées), en France. 
Elle fait l'objet d'une protection au titre des monuments historiques.

## Localisation
L'église Saint-Barthélémy est située en Barousse, dans le département français des Hautes-Pyrénées, sur la commune et dans le village de Bramevaque.

## Historique
L'église, de style roman, remonte au XIIe siècle.
L'édifice, ainsi que le cimetière attenant, incluant les murs d'enceinte, est inscrit au titre des monuments historiques le 24 avril 1989.

## Architecture
L'église forme un rectangle prolongé à l'est par une abside en cul-de-four. Un clocher-mur qui ne comporte qu'une baie campanaire munie d'une cloche borde le côté ouest.
L'accès à l'intérieur de l'église s'effectue côté sud par une simple porte. Son tympan est sculpté d'un chrisme.

## Cimetière
Attenant à l'église, un petit cimetière présente une dalle funéraire gravée du XIIIe siècle représentant deux gisants, classée monument historique depuis le 11 février 1977.

## Galerie de photographies

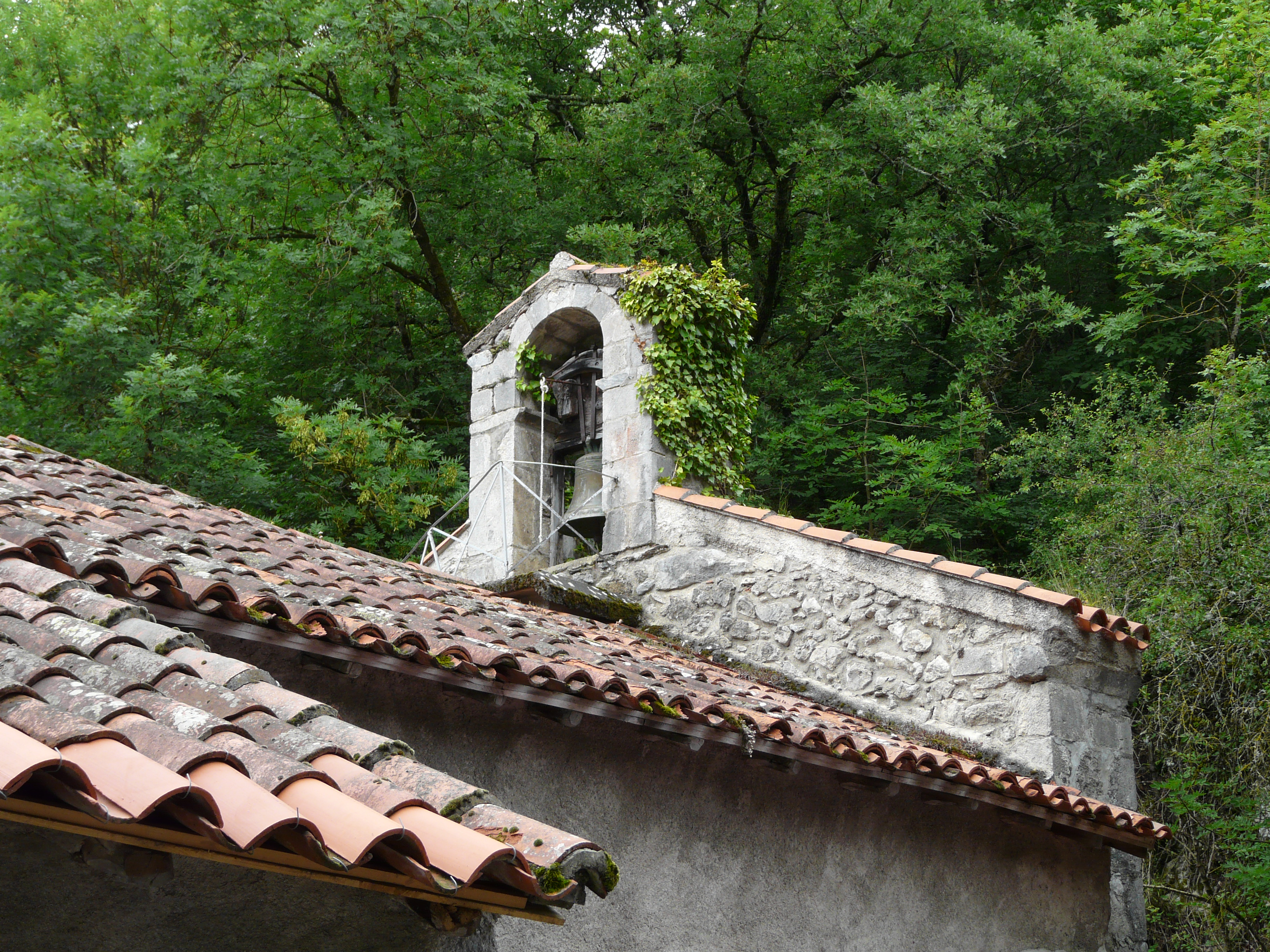
Le clocher-mur.
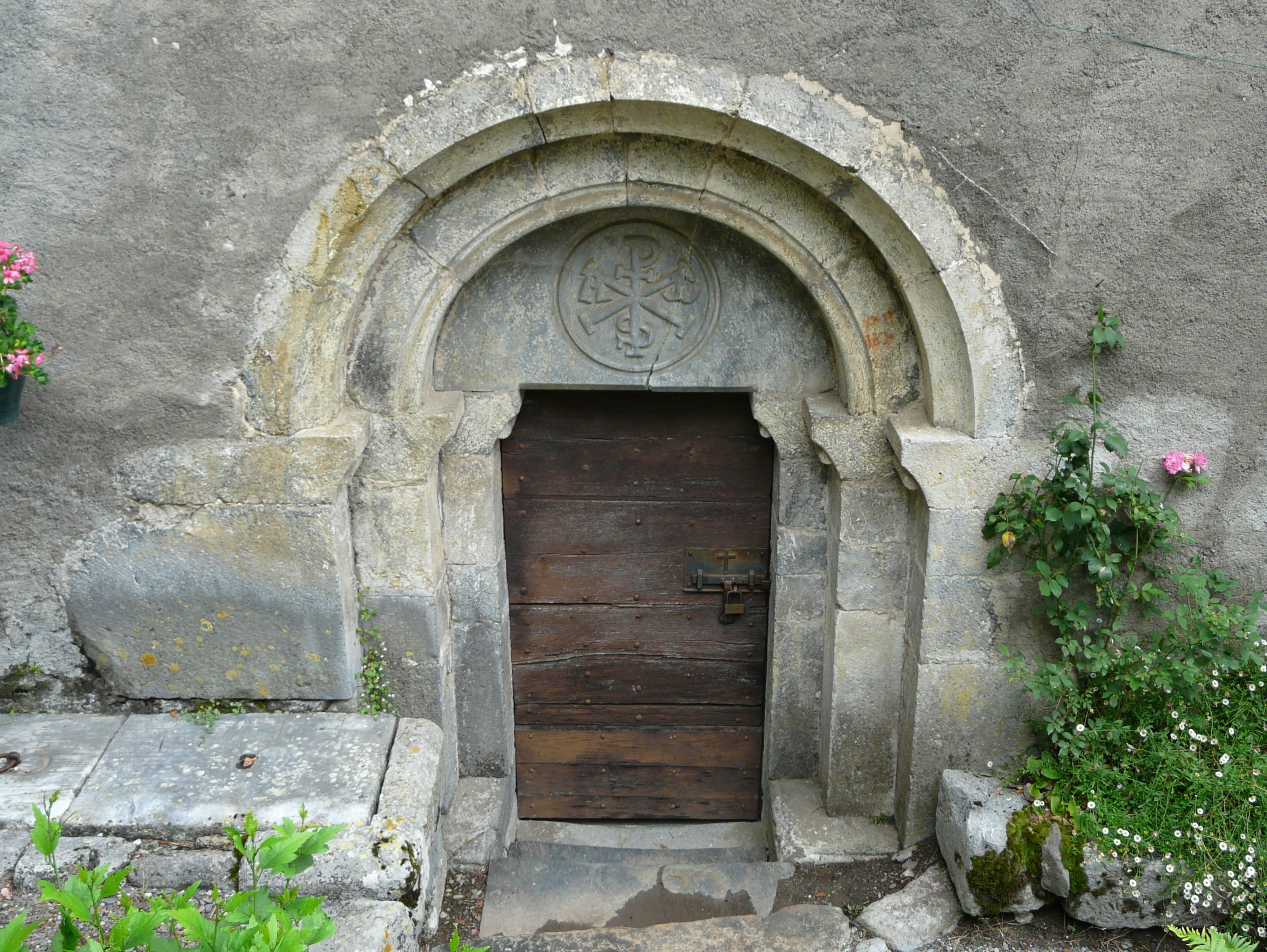
La porte.
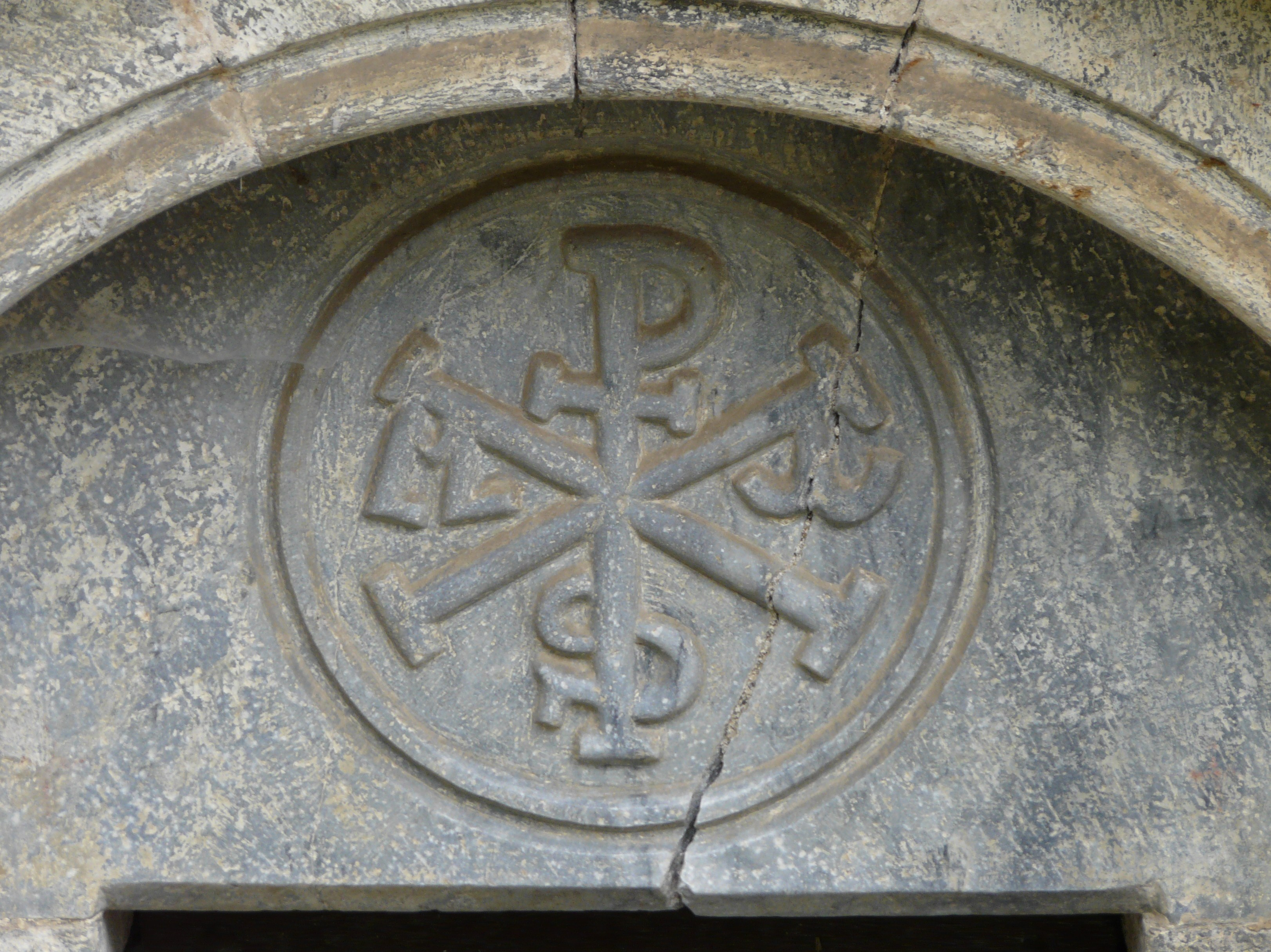
Le tympan sculpté d'un chrisme.
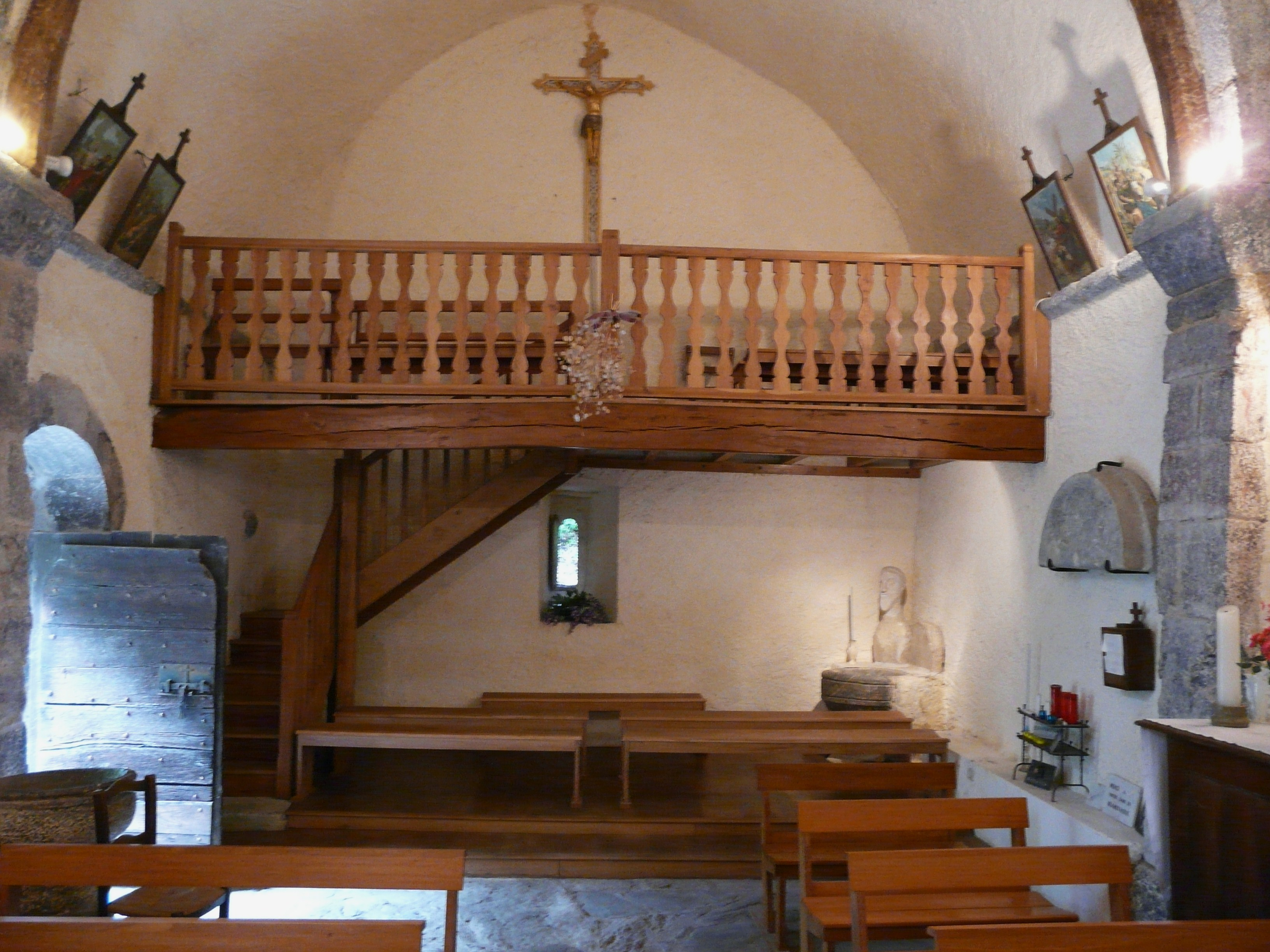
La nef et la tribune.
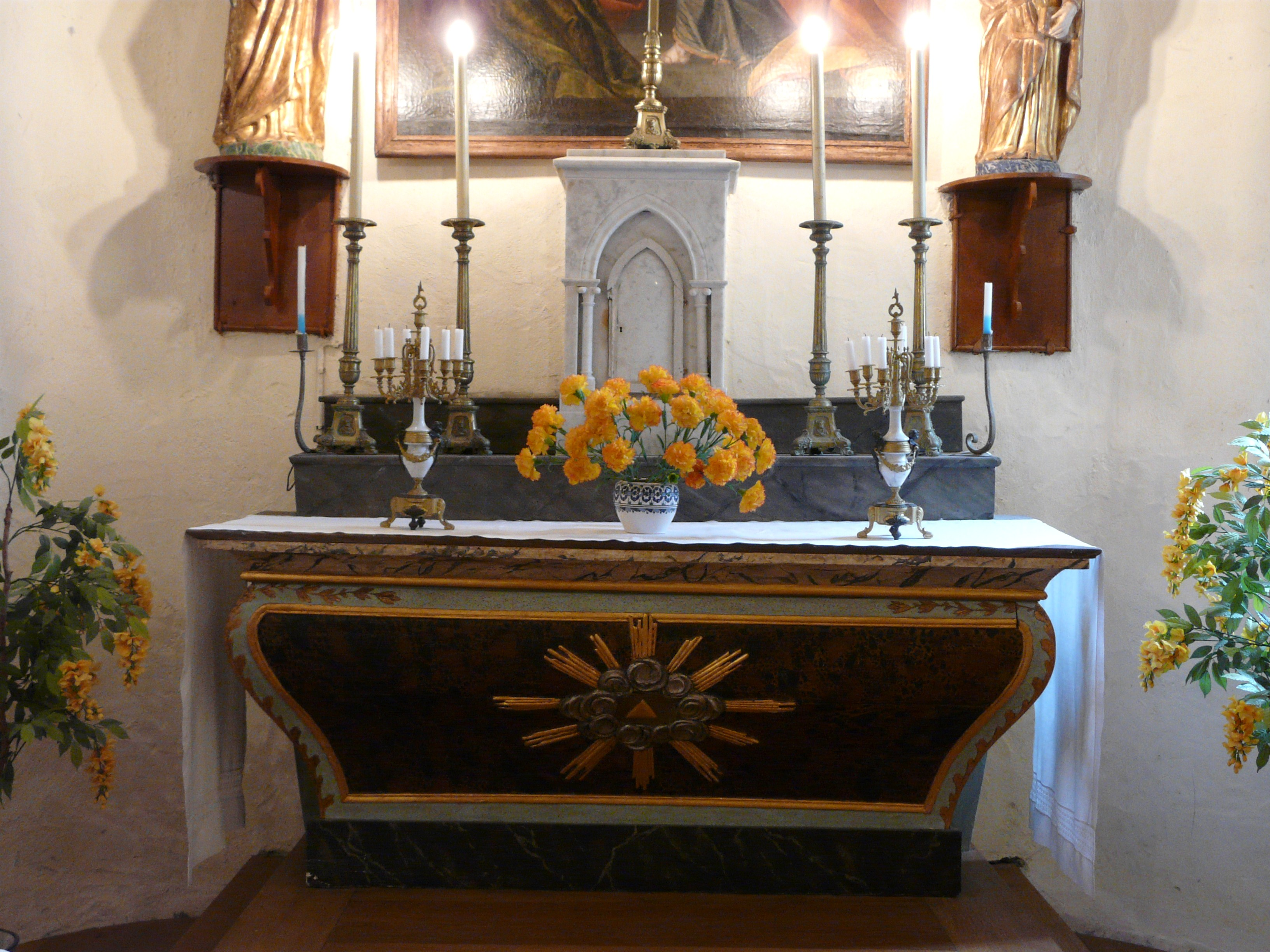
L'autel.